# Тъмна орис
„Тъмна орис“ (на испански: Mariana de la noche) е мексиканска теленовела, режисирана от Мигел Корсега и Едгар Рамирес и продуцирана от Салвадор Мехия за Телевиса през 2003 – 2004 г. Версията, разработена от Лиляна Абуд, е базирана на венецуелската теленовела Мариана от нощта от 1975 г., създадена от Делия Фиайо.
В главните роли са Алехандра Барос и Хорхе Салинас, а в отрицателните – Анхелика Ривера, Сесар Евора и Адриана Фонсека. Специално участие вземат Патрисия Навидад, Рене Стриклер, Алма Муриел и първите актьори Мария Рохо, Хосе Карлос Руис и Патрисия Рейес Спиндола.

## Сюжет
Историята на Мариана е сърцераздирателна и вълнуваща; сложен и изненадващ сюжет от интриги и тъмни тайни, които доминират в живота на малък миньорски град, пълен с незабравими герои; на суеверия, слухове и легенди. Като легендата за красивата жена, която винаги се облича в черно, защото върху ѝ тежи ужасно проклятие.
Мариана Монтенегро, красива и невинна млада жена, носи със себе си проклятие. В малкия миньорски град, където живее, всички мъже, които се влюбват в нея, рано или късно претърпяват фатален край, смърт. Тя е дъщеря на Атилио Монтенегро, могъщ и жесток мъж, който я защитава прекалено, изолирайки я от всичко, което се случва в града. Освен това той е обсебен от нея и не позволява на друг мъж да се доближи до нея. Мариана е израснала до леля си Исабел, която се е грижила за нея като за свое дете, сестра ѝ Чачи, капризна млада жена, която винаги е завиждала на всичко, което прави Мариана щастлива, и леля ѝ Марсия, студена, жестока и пресметлива, която няма нищо против да мине през всеки, за да получи това, което иска.
В града пристига Игнасио Луго-Наваро, мъж, който търси истината за убийството на родителите си в миналото, криейки истинската си самоличност; под името Халкон Луна. Игнасио е заслепен от красотата на Мариана и тя открива в него мъжа, за когото винаги е мечтала, между двамата се отприщват любов и страст, от които не могат да избягат. Въпреки предупрежденията за проклятието, което заобикаля Мариана, Игнасио решава да рискува заради нея, независимо от факта, че се изправя срещу смъртта в тази битка. Но Марсия, обсебена от Игнасио, осъзнавайки щастието, което идва в живота на племенницата ѝ, започва да измисля всякакви лъжи с брат си Атилио, за да ги раздели завинаги.

## Актьорски състав
- Алехандра Барос – Мариана Монтенегро Мадригал / Елиса Мадригал де Монтенегро
- Хорхе Салинас – Игнасио Луго-Наваро Варгас
- Сесар Евора – Атилио Монтенегро
- Анхелика Ривера – Марсия Монтенегро де Луго-Наваро
- Патрисия Навидад – Ядира де Гереро
- Адриана Фонсека – Каридад „Чачи“ Монтенегро
- Рене Стриклер – Д-р Камило Гереро
- Алма Муриел – Исабел Монтенегро
- Мария Рохо – Лукресия Варгас
- Хосе Карлос Руис – Исидро Валтиера
- Патрисия Рейес Спиндола – Мария Долорес „Мария Лола“
- Раул Рамирес – Отец Педро
- Роберто Бландон – Иван Луго-Наваро
- Марджори де Соуса – Карол Монтеро
- Аурора Клавел – Мама Лупе
- Рафаел Рохас – Инж. Херардо Монтиел
- Серхио Акоста – Кумаче
- Игнасио Гуадалупе – Парамо
- Алейда Нуниес – Мигелина де Парамо
- Даниел Континенте – Отец Хуан Пабло Гереро
- Вероника кон К – Рут Саманес
- Патрисия Ромеро – Дорис
- Естер Баросо – Кандида Чавес
- Артуро Муньос – Макс Морахе
- Есперанса Рендон – Вилма Олвера
- Габриел Рустанд – Самора
- Мануел Равиела – Бенито
- Валентино Ланус – Хавиер Мендиета
- Хайме Лосано – Еладио Гонсалес
- Салвадор Гарсини – Лауро
- Бенхамин Ислас – Либорио Ернандес
- Лиса Вилерт – Хуанита Флорес и Фустер
- Сокоро Бония – Нели
- Карлос де ла Мота – Дамян
- Едуин Луна – Карлос
- Марсело Букет – Инж. Хосе Рамон Мартинес (#1)
- Мигел де Леон – Инж. Хосе Рамон Мартинес (#2)
- Едуардо Нориега – Г-н Нориега
- Агустин Арана – Оропо
- Алехандра Граня – Химена
- Карлос Амадор – Серхио Лопес
- Роберто Вандер – Анхел Вияверде
- Диана Молинари – Алма Мадригал
- Роберто Руй – Митли
- Сандра Монтоя – Ицел
- Хустин Рустанд – Гонсалито Гонсалес
- Илеана Монсерат – Тересита
- Хосе Луес Авенданьо – Франсиско
- Ана Хали
- Хорхе Нобле – Комендант Арагон
- Рикардо Вера – Комендант Ромо
- Серхио Хурадо – Хорхе Сото Морено
- Хуан Игнасио Аранда – Д-р Хорхе Лосано
- Антонио Салабери – Мануел Риверо
- Херардо Клейн – Доктор
- Хорхе Паскуел Рубио – Адвокат

## Премиера
Премиерата на Тъмна орис е на 20 октомври 2003 г. по Canal de las Estrellas. Последният 135. епизод е излъчен на 23 април 2004 г.

## Награди и номинации
Награди TVyNovelas 2004
| Категория                            | Номиниран(а)            | Резултат   |
| ------------------------------------ | ----------------------- | ---------- |
| Най-добра теленовела                 | Салвадор Мехия          | Номиниран  |
| Най-добър актьор в главна роля       | Хорхе Салинас           | Номиниран  |
| Най-добра актриса в отрицателна роля | Анхелика Ривера         | Печели     |
| Най-добър актьор в отрицателна роля  | Сесар Евора             | Печели     |
| Най-добра първа актриса              | Патрисия Рейес Спиндола | Номинирана |
| Най-добър пръв актьор                | Хосе Карлос Руис        | Номиниран  |
| Най-добра актриса в поддържаща роля  | Адриана Фонсека         | Номинирана |

Награди Palmas de Oro 2004
| Категория                            | Номиниран(а)            | Резултат   |
| ------------------------------------ | ----------------------- | ---------- |
| Най-добра теленовела                 | Салвадор Мехия          | Печели     |
| Най-добра актриса                    | Алехандра Барос         | Печели     |
| Най-добър актьор                     | Хорхе Салинас           | Печели     |
| Най-добра актриса в отрицателна роля | Анхелика Ривера         | Печели     |
| Най-добър актьор в отрицателна роля  | Сесар Евора             | Печели     |
| Най-добра актриса в поддържаща роля  | Патрисия Навидад        | Номинирана |
| Най-добра актриса в поддържаща роля  | Адриана Фонсека         | Печели     |
| Най-добра първа актриса              | Патрисия Рейес Спиндола | Печели     |

Награди Bravo 2004
| Категория         | Номиниран(а)            | Резултат |
| ----------------- | ----------------------- | -------- |
| Най-добра актриса | Патрисия Рейес Спиндола | Печели   |

Награди ACE 2005
| Категория               | Номиниран(а)    | Резултат   |
| ----------------------- | --------------- | ---------- |
| Женско лице на годината | Анхелика Ривера | Номинирана |
| Най-добро мъжко участие | Сесар Евора     | Номиниран  |

## Версии
- Мариана от нощта (оригинална история), венецуелска теленовела, продуцирана от Веневисион през 1975-1976 г., с участието на Лупита Ферер, Хосе Бардина, Мартин Лантига и Ивон Атас.
- Selva María, венецуелска теленовела, продуцирана от Мария Бариос за Ар Си Ти Ви през 1987 г., с участието на Мариела Алкала, Франклин Виргуес, Гилермо Феран и Илда Абраамс.

## В България
В България сериалът е излъчен през 2004 г. по bTV. Ролите се озвучават от Лидия Вълкова, Елена Русалиева, Даниела Сладунова, Илиян Пенев и Александър Митрев.